# Компас (автомобиль)
КАМАЗ «Компас» — серия российских среднетоннажных низкорамных грузовых автомобилей класса N2 категории MCV, производящихся с 2022 года на Камском автомобильном заводе.

## Описание
Семейство лёгких грузовых коммерческих автомобилей «Компас» аналогично таким моделям как JAC N25/N35, Hyundai HD35 и HINO 300.
Первые автомобили этого семейства были представлены в 2021 году на выставке КомТранс С 2022 года автомобили поступили в продажу. Кузова автомобилей — бортовые или со шторным тентом. Моделям «Компас-9» и «Компас-12» присущи спальные места. В конце 2023 года планировался выпуск заключительной модели семейства — «Компас-3» полной массой до 3 тонн, но позже премьера была перенесена на 2025 год.
Рама, мосты и подвеска остались частично от предшественников КАМАЗ-4308 и КАМАЗ-5308, однако кабина и салон взяты от китайских моделей JAC серии N. Радиаторная решётка позаимствована у семейства KAMAZ-54901.
Конкуренты — ГАЗон NEXT и ГАЗель NEXT.

#### Модельный ряд семейства Компас
- КАМАЗ-43085 Компас 5 — малотонажный грузовик, полная масса 3,5 тонны, грузоподъёмность 0,5 т.
- КАМАЗ-43086 Компас 6 — среднетонажный грузовик, полная масса 5,6 тонны, грузоподъёмность 3,5 т.
- КАМАЗ-43089 Компас 9 — среднетонажный грузовик, полная масса 9,5 тонны, грузоподъёмность 6,2—6,4 т.
- КАМАЗ-43082 Компас 12 — среднетонажный грузовик, полная масса 12 тонн, грузоподъёмность 7,7—7,9 т.

## Технические характеристики
- Колёсная формула — 4 × 2
- Весовые параметры и нагрузки, а/м
  - Снаряжённая масса а/м, кг — 3125—3405
  - Грузоподъёмность а/м, кг — 5500—7000
  - Полная масса, кг — 11990
- Двигатель
  - Модель —КамАЗ-580.10-120-154
  - Тип — дизельный с турбонаддувом
  - Мощность кВт (л.с.) —120-154 л. с.
  - Расположение и число цилиндров — рядное, 4
  - Рабочий объём, л — 6,7
- Коробка передач
  - Тип — механическая, шестиступенчатая (LC6T540B)
- Кабина
  - Тип — расположенная над двигателем, с высокой крышей
  - Исполнение — со спальным местом
- Колёса и шины
  - Тип колёс — дисковые
  - Тип шин — пневматические
  - Размер шин — 285/70 R19,5
- Общие характеристики
  - Максимальная скорость, км/ч — 115
  - Угол преодол. подъёма, не менее, % — 25
  - Внешний габаритный радиус поворота, м — 11
  - Расход топлива на 100 км, л — 28